# Gilles Provost
Pour les articles homonymes, voir Provost.
Gilles Provost, né le 21 janvier 1938 à Montcerf-Lytton et mort le 23 juin 2024, est un comédien, metteur en scène et directeur artistique franco-ontarien. Figure marquante du développement culturel dans la région d'Ottawa et de Gatineau, il a dirigé plusieurs compagnies de théâtre, dont le Théâtre de l'Île de Gatineau de 1976 à 2008.

## Biographie
Passant son enfance dans la basse-ville d'Ottawa, Gilles Provost effectue ses études primaires à l'École Guigues et ses études secondaires à l'Académie-de-La-Salle. Très tôt, il est initié au théâtre et s'active à monter des pièces de théâtre à son école. Après avoir complété des études en pédagogie et en théâtre à l'Université d'Ottawa (1957-1959), il enseigne dans les diverses écoles de la région (1958-1964 et 1970-1972) tout en poursuivant sa formation en théâtre et en interprétation, notamment avec Tania Fédor, ex-sociétaire de la Comédie-Française.
Il intègre les diverses troupes de théâtre amateur de la région d'Ottawa-Hull comme comédien et metteur en scène. Il sera tout à tour membre des Dévôts de la Rampe (1958-1959) et du Théâtre de la Colline (1960-1962). Il assumera par la suite la direction artistique du Théâtre du Pont-Neuf (1962-1964). Il dirige des dizaines de productions pour ces compagnies, mais aussi pour le Ottawa Little Theatre.
En 1963, il quitte l'Outaouais pour s'installer à Montréal où il jouera à la télévision et où il travaillera comme régie et assistant à la mise en scène, notamment auprès de la Nouvelle Compagnie Théâtrale. En 1968, grâce à une bourse du Conseil des Arts de l'Ontario, Gilles Provost passe un an au Birmingham Repertory Theatre, à Birmingham au Royaume-Uni, où il assure plusieurs mises en scène. De retour à Ottawa en 1969, il joue dans plus de 40 productions au tout nouveau Centre national des arts (CNA), en plus d'assumer la direction artistique de l'Atelier d'Ottawa (1969-1972). En 1971, il fonde, avec Monique P. Landry, le Théâtre des Lutins, une compagnie de théâtre jeune public qu'il dirige jusqu'en 1981. En 1976, il se voit attribuer le poste de directeur artistique du Théâtre de l'Île de Gatineau. En 2008, il quitte ses fonctions au Théâtre de l'Île et sera remplacé par Sylvie Dufour.
Dans les années 1990, il a aussi dirigé un théâtre d'été privé, le Théâtre de la Ferme Lipial, à Ripon.
Dans sa carrière professionnelle, qui s'étend sur plus de 60 ans, il a monté près de 200 productions et a joué dans près de 90 pièces de théâtre.
Ses archives sont conservées au Centre de recherche en civilisation canadienne-française (CRCCF) de l'Université d'Ottawa et à Bibliothèque et Archives nationales du Québec (BAnQ) Gatineau.
Gilles Provost meurt le 23 juin 2024 à l'âge de 86 ans.

## Compagnie Gilles-Provost
Gilles Provost fonde sa propre compagnie de théâtre en 1974, la Compagnie Gilles-Provost. Cette compagnie « est devenue le symbole d’un professionnalisme sans égal en Ontario français à l’époque ». Si la compagnie propose sur papier un théâtre de création plutôt que de répertoire, Provost ne met en scène qu’un texte de création, préférant monter des pièces issues du répertoire québécois. La compagnie « affirm[e] son appartenance aux deux identités francophones présentes dans la région » et ainsi, s’adresse autant au public d’Ottawa qu’à celui de l’Outaouais québécois. En présentant ses spectacles sur le bateau-théâtre L’Escale ou encore à l’Auditorium du Cégep de l’Outaouais, salles situées du côté de l’ancienne ville de Hull, la compagnie ne s’identifie pas directement aux changements culturels et identitaires de la communauté franco-ontarienne et correspond de moins en moins à la volonté des organismes subventionnaires comme le Conseil des arts de l’Ontario. La Compagnie Gilles-Provost cesse ses activités après trois saisons.

## Prix et distinctions
- 1977 : Médaille du Jubilé d'argent de la reine Élisabeth II
- 1993 : Prix Théâtre Le Droit
- 2002 : Médaille du Jubilé d'or de la reine Élisabeth II
- 2002 : Prix Théâtre Le Droit
- 2003 : Prix Hommage des Culturiades (Culture Outaouais)
- 2006 : « Personnalité de l’année 2005, secteur des arts et de la culture » par Radio-Canada et le journal Le Droit
- 2007 : Prix Special Jury Award du Capital Critics Circle
- 2014 : Récipiendaire de l'Ordre de Gatineau[9]
- 2016 : Prix du Mérite municipal, catégorie Citoyen, décerné par le ministère des Affaires municipales et de l'Occupation du territoire du gouvernement du Québec